# Brafferton (North Yorkshire)
Brafferton – wieś w Anglii, w hrabstwie North Yorkshire, w dystrykcie (unitary authority) North Yorkshire. Leży 25 km na północny zachód od miasta York i 302 km na północ od Londynu. W 2001 miejscowość liczyła 257 mieszkańców.